# Trimerotropis diversellus
Trimerotropis diversellus är en insektsart som beskrevs av Morgan Hebard 1928. Trimerotropis diversellus ingår i släktet Trimerotropis och familjen gräshoppor. Inga underarter finns listade i Catalogue of Life.